# بازآرایی بکمان
بازآرایی بکمان (به انگلیسی: Beckmann rearrangement) گونه‌ای از واکنش بازآرایی است که در آن یک اکسیم به یک آمید در حضور یک کاتالیست اسیدی تبدیل می‌شود. این واکنش نخستین بار توسط شیمیدان آلمانی ارنست اوتو بکمان کشف شد.

## همچنین ببینید
- بازآرایی کورتیوس
- اکسایش داکین
- واکنش اشمیت
- بازآرایی اشتیگلیتس
- Lossen rearrangement